# Carnavallée
Pour plus de détails, voir Fiche technique et Distribution.
Carnavallée  est un court métrage d'animation français  écrit, réalisé, animé co-monté et co-photographié par Aline Ahond, sorti en 1998.

## Fiche technique
- Réalisation, scénario, co-directrice de la photographie et animatrice : Aline Ahond
- Producteur : Pierre-François Decouflé
- Directeurs de la photographie : Aline Ahond, François Darasse
- Musique : Pascal Comelade
- Monteuses : Francine Sandberg, Aline Ahond
- Animatrice : Aline Ahond